# Die Friedensmission – 10 Stunden Angst
Die Friedensmission – 10 Stunden Angst ist ein deutscher Fernsehfilm aus dem Jahr 1997. Er ist einer der ersten Filme, die sich mit einem Auslandseinsatz der Bundeswehr befassen.

## Handlung
Die Bundeswehr ist im Rahmen der SFOR-Friedenstruppen im ehemaligen Jugoslawien stationiert.
Bei einer Routinekontrolle passiert jedoch ein Unglück.
Stabsunteroffizier Matthis erschießt eine Zivilistin und einen Kameraden. Matthis will das Versehen um jeden Preis vertuschen, doch der kleine Sohn der Getöteten hat alles mit ansehen müssen und flieht.
Matthis macht sich auf die Suche nach dem Jungen. Als seine Vorgesetzten mitbekommen, dass sich Matthis unerlaubt von der Truppe entfernt hat, ermitteln sie gegen ihn. Auch die Journalistin Sieglinde Lösch, die sich gerade für eine Reportage bei der Truppe aufhält, schöpft Verdacht und beginnt zu recherchieren.

## Kritik
Rainer Tittelbach von Tittelbach.tv urteilte: „Das Pro-Sieben-Movie ‚Die Friedensmission – 10 Stunden Angst‘ erzählt auf jenem Schauplatz der Zeitgeschichte von einem verhängnisvollen Aussetzer eines vermeintlichen Bundeswehr-Profis. Soldaten im Psycho-Stress und klassischer Suspense – so halten Drehbuchautor Johannes W. Betz und Regisseur Jörg Grünler (‚Lemgo‘) die Zuschauer in Atem.“ „Man braucht seine Zeit, um hineinzukommen in diese Welt der grünen Tarnanzüge, des Kommisstons, und der verordneten Gleichgeschlechtlichkeit. Doch dann, vorausgesetzt, man lässt sich als Zuschauer darauf ein, gewinnt Jörg Grünlers perfekt inszeniertes und top besetztes Kriegsfilmdrama zunehmend an Spannung, die im Schlussdrittel noch systematisch gesteigert wird.“
Das Lexikon des internationalen Films schrieb: „Thriller vor dem Hintergrund des Konflikts in Ex-Jugoslawien, der sich auf die zwischenmenschliche Ebene der Spannungsgeschichte konzentriert.“
Bei Kino.de stand: „Jörg Grünler inszenierte das TV-Movie, das ganz bewusst kein Kriegsfilm werden sollte, in dem Truppen in Kampfhandlungen verwickelt sind. Vielmehr wollte man zeigen, was unter jungen Soldaten passiert, wenn bei allgegenwärtiger Gefahr die Nerven blank liegen.“